# 建三
人马座π，中文星官名建三 ，佛兰斯蒂德命名法为人马座41，是一个位于人马座的三合星系统，距离地球440光年。
主星人马座πA是一颗F2II型亮巨星，视星等为2.88。它拥有两颗伴星：人马座πB离主星（人马座πA）只有0.1角秒（13天文单位）；人马座πC视星等为6等，距离主星0.4角秒（40天文单位）。
由于人马座π的位置接近黄道，故经常被月球所遮掩。此外，太阳系的行星如水星与金星等也可能遮掩它，但这现象非常罕见。下一次发生金星掩人马座π将发生在2035年2月17日。